# Interação fraca

O decaimento beta radioativo é devido à interação fraca, que transforma um nêutron em um próton, um elétron, e um antineutrino do elétron.

Em física nuclear e física de partículas, a interação fraca, que também é chamada de força fraca ou força nuclear fraca, é uma das 4 interações fundamentais conhecidas, sendo as outras a interação eletromagnética, a interação forte e a gravitação. Ela é o mecanismo de interação entre partículas subatômicas que é responsável pelo decaimento radioativo de átomos: A interação fraca participa da fissão nuclear e da fusão nuclear. A teoria que descreve seu comportamento e efeitos é às vezes chamada de dinâmica quântica de sabor (QFD, do inglês quantum flavourdynamics), entretanto, o termo QFD é raramente usado, já que a força fraca é melhor compreendida pela teoria eletrofraca (EWT, do inglês electroweak theory).
O alcance efetivo da força fraca está limitado às distâncias subatômicas, e é menor do que o diâmetro de um próton.

## Contexto
O Modelo Padrão de física de partículas provê uma estrutura uniforme para o entendimento das interações eletromagnética, fraca e forte. Uma interação ocorre quando duas partículas (geralmente, mas não necessariamente, férmions com spin semi-inteiro) trocam bósons portadores de força com spin inteiro. Os férmions envolvidos em tais trocas podem ser elementares (e.g. elétrons ou quarks) ou compostos (e.g. prótons ou nêutrons), apesar de que nos níveis mais fundamentais, todas as interações fracas ocorrem entre partículas elementares.
Na interação fraca, férmions podem trocar três tipos de portadores de força, a saber os bósons W+, W– e Z. As massas desses bósons são muito maiores do que a massa de um próton ou um nêutron, o que é consistente com o alcance curto da força fraca. Na verdade, a força é denominada fraca porque sua intensidade de campo para qualquer dada distância é tipicamente várias ordens de grandeza menor do que a da força eletromagnética, que por sua vez é várias ordens de grandeza menor do que a força nuclear forte.
A interação fraca é a única interação fundamental que quebra a simetria de paridade, e similarmente, mas muito mais raramente, a única interação a quebrar a simetria de carga-paridade.
Quarks, que compõem partículas compostas como nêutrons e prótons, vêm em seis “sabores” — up, down, estranho, charmoso, top e bottom — que dão às partículas compostas suas propriedades. A interação fraca é a única que permite aos quarks trocarem seus sabores. A troca dessas propriedades é mediada pelos bósons portadores de força. Por exemplo, durante um decaimento beta menos, um quark down dentro de um nêutron é alterado para um quark up, convertendo o nêutron em um próton e resultando na emissão de um elétron e um antineutrino do elétron. Outro exemplo importante de fenômeno envolvendo a interação fraca é a fusão do hidrogênio em hélio que alimenta o processo termonuclear do Sol.
A maioria dos férmions decai por uma interação fraca ao longo do tempo. Tais decaimentos tornam possível a datação por radiocarbono, já que o carbono-14 decai para o nitrogênio-14 através da força fraca. Ela também pode criar radioluminescência, comumente usada na luminescência de trítio, e no campo relacionado de betavoltaicos (mas a não similar luminescência de rádio).
A força eletrofraca foi separada nas forças eletromagnética e fraca durante a era quark do universo primitivo.

## História
Em 1933, Enrico Fermi propôs a primeira teoria da interação fraca, conhecida como interação de Fermi. Ele sugeriu que o decaimento beta poderia ser explicado por uma interação de quatro férmions, envolvendo uma força de contato sem alcance. Assim numa interação fraca um neutrino é sempre produzido com um pósitron, ou um antineutrino com um elétron, o que dá um conjunto de carga eletricamente carregado.
Entretanto, ela é melhor descrita como um campo de força sem contato de alcance finito, embora muito curto.[carece de fontes?] Na década de 1960, Sheldon Glashow, Abdus Salam e Steven Weinberg unificaram a força eletromagnética e a interação fraca ao mostrar que eram dois aspectos de uma única força, agora denominada a força eletrofraca.

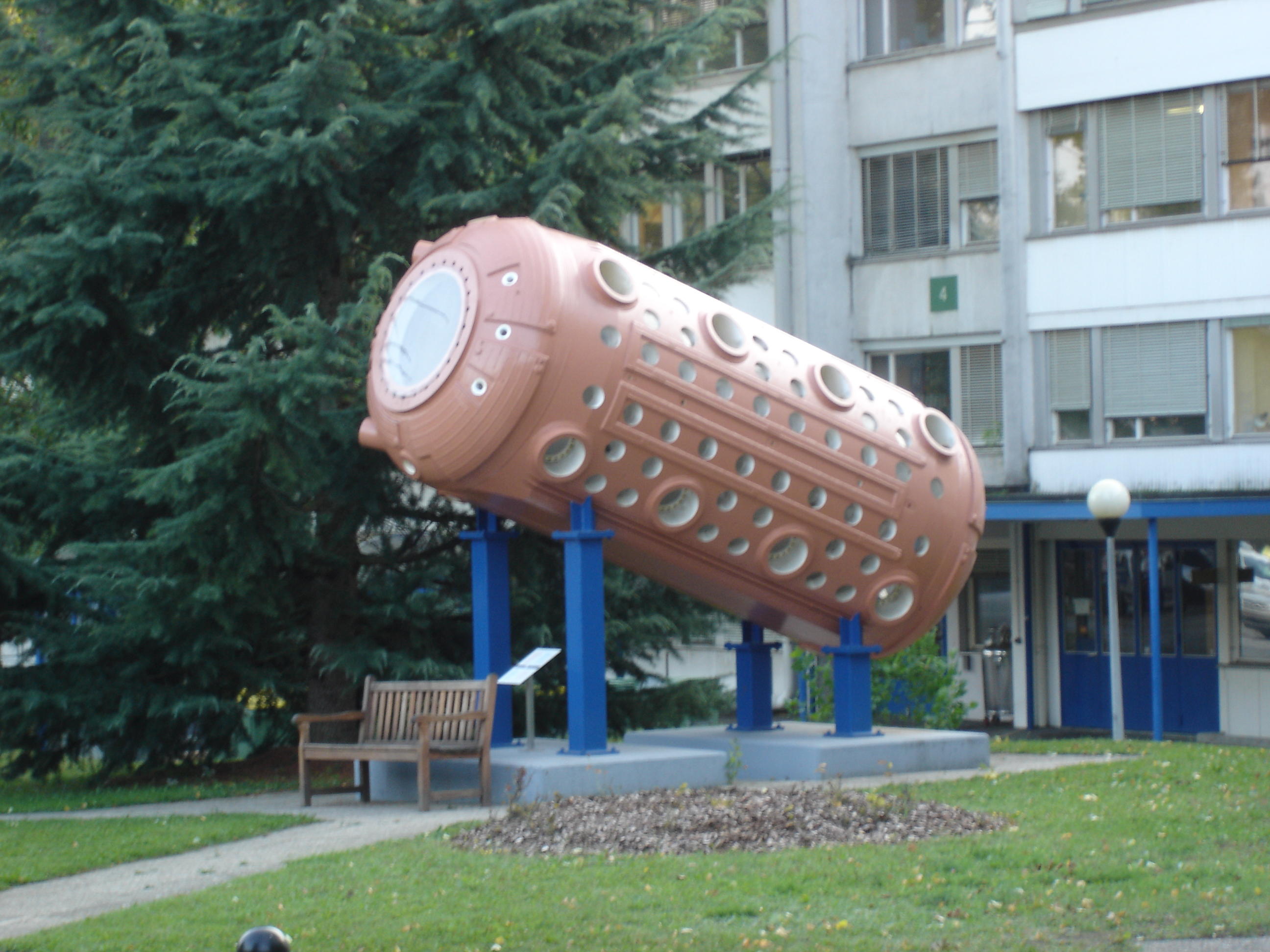
A Gargamela no museu Microcosmo do CERN.

Em 1973, a equipe que realizou experiências na câmara de bolhas Gargamela com um feixe de neutrinos do CERN apresentou a primeira evidência direta da existência de interação fraca eletricamente neutra, a força nuclear fraca.
A existência dos bósons W e Z não havia sido confirmada diretamente até 1983.

## Propriedades

Um diagrama representando as rotas de decaimento devido à interação fraca carregada e alguns indicadores de suas probabilidades. A intensidade das linhas é dada pelos parâmetros CKM.

A interação fraca eletricamente carregada é única em vários aspectos:
- É a única interação que pode mudar o sabor de quarks e léptons (i.e., alterar o tipo de um quark para outro).
- É a única interação que viola a simetria de paridade. É também a única que viola a simetria carga-paridade.
- Ambas as interações eletricamente carregada e eletricamente neutra são mediadas (propagadas) por partículas portadoras de força que possuem massas expressivas, uma propriedade incomum que é explicada no Modelo Padrão pelo mecanismo de Higgs.

Devido às suas grandes massas (aproximadamente 90 GeV/c2) essas partículas portadoras, chamadas de bósons W e Z, têm vida curta com um tempo de vida abaixo de 10−24
 segundos. A interação fraca possui uma constante de acoplamento (um indicador de quão frequentemente as interações ocorrem) entre 10–7 e 10–6, em comparação à constante de acoplamento eletromagnética que está em torno de 10−2 e à constante de acoplamento da interação forte que está em torno de 1; consequentemente a interação fraca é ‘fraca’ em termos de intensidade. A interação fraca possui um alcance efetivo muito pequeno (em torno de 10−17 a 10−16 m, que equivale a 0,01 fm e 0,1 fm, respectivamente). A distâncias em torno de 10−18 metros (0,001 fm), a interação fraca possui intensidade de magnitude similar a da força eletromagnética, mas que começa a diminuir exponencialmente com o aumento da distância. Ampliada por apenas uma ordem e meia de grandeza de magnitude, a distâncias em torno de 3×10−17 m, a interação fraca se torna 10.000 vezes mais fraca.
A interação fraca afeta todos os férmions do Modelo Padrão, assim como o bóson de Higgs; neutrinos interagem somente pela gravidade e pela interação fraca. A interação fraca não produz estados ligados nem envolve energias de ligação — algo que a gravidade faz em escala astronômica, que a força eletromagnética faz a níveis moleculares e atômicos, e a força nuclear forte faz somente a nível subatômico, dentro do núcleo.
Seu efeito mais notável é devido à sua primeira característica única: a interação fraca carregada produz mudança de sabor. Por exemplo, um nêutron é mais pesado que um próton (seu nucleon associado), e pode decair em um próton pela troca do sabor (tipo) de um de seus dois quarks down para um quark up. Nem a interação forte nem o eletromagnetismo permitem a troca de sabor, logo isso só pode ocorrer pelo decaimento fraco; sem o decaimento fraco, certas propriedades dos quarks como a estranheza e o charme (associadas com o quark estranho e o quark charmoso, respectivamente) também teriam que ser conservadas através de todas as interações.
Todos os mésons são instáveis devido ao decaimento fraco.: No processo conhecido por decaimento beta, um quark down em um nêutron pode mudar para um quark up ao emitir um bóson 
W−
 virtual que então decai em um elétron e um antineutrino do elétron.: Outro exemplo é a captura eletrônica — uma variante comum do decaimento radioativo — onde um próton e um elétron dentro de um átomo interagem, e mudam para um nêutron (um quark up muda para um quark down) e um neutrino do elétron é emitido.
Devido às grandes massas dos bósons W, as transformações de partículas ou decaimentos (e.g., mudança de sabor) que dependem da interação fraca ocorrem tipicamente muito mais devagar do que transformações ou decaimentos que dependem somente das forças forte ou eletromagnética. Por exemplo, um píon neutro decai eletromagneticamente, e portanto tem uma vida de somente 10−16
 segundos. Diferentemente, um píon carregado só pode decair pela força fraca, e portanto existe por volta de 10−8
 segundos, ou cem milhões de vezes mais tempo do que um píon neutro. Um exe mplo particularmente extremo é o decaimento por força fraca de um nêutron livre, que leva em torno de 15 minutos.:

### Isospin fraco e hipercarga fraca
| 1ª Geração | 1ª Geração | 1ª Geração                       | 2ª Geração       | 2ª Geração | 2ª Geração                       | 3ª Geração      | 3ª Geração | 3ª Geração                       |
| Férmion | Símbolo    | Isospin Fraco                    | Férmion          | Símbolo    | Isospin Fraco                    | Férmion         | Símbolo    | Isospin Fraco                    |
| --- | ---------- | -------------------------------- | ---------------- | ---------- | -------------------------------- | --------------- | ---------- | -------------------------------- |
| Neutrino do elétron | ν e        | {\displaystyle +{\tfrac {1}{2}}} | Neutrino do múon | ν μ        | {\displaystyle +{\tfrac {1}{2}}} | Neutrino do tau | ν τ        | {\displaystyle +{\tfrac {1}{2}}} |
| Elétron | e−         | {\displaystyle -{\tfrac {1}{2}}} | Múon             | μ−         | {\displaystyle -{\tfrac {1}{2}}} | Tau             | τ−         | {\displaystyle -{\tfrac {1}{2}}} |
| Quark up | u          | {\displaystyle +{\tfrac {1}{2}}} | Quark charmoso   | c          | {\displaystyle +{\tfrac {1}{2}}} | Quark top       | t          | {\displaystyle +{\tfrac {1}{2}}} |
| Quark Down | d          | {\displaystyle -{\tfrac {1}{2}}} | Quark estranho   | s          | {\displaystyle -{\tfrac {1}{2}}} | Quark bottom    | b          | {\displaystyle -{\tfrac {1}{2}}} |
| Todas as partículas levógiras (regulares) acima possuem anti-partículas dextrógiras correspondentes com isospin igual e oposto. |            |                                  |                  |            |                                  |                 |            |                                  |
| Todas as partículas dextrógiras (regulares) e antipartículas levógiras possuem isospin fraco igual a 0.                         |            |                                  |                  |            |                                  |                 |            |                                  |

Todas as partículas têm a propriedade chamada de isospin fraco (símbolo T3), que serve como um número quântico aditivo que restringe como a partícula interage com os 
W±
 da força fraca. O isospin fraco desempenha o mesmo papel na interação fraca com 
W±
 que a carga elétrica desempenha no eletromagnetismo, e a carga de cor na interação forte; um número diferente com um nome similar, carga fraca, discutida abaixo, é usada para interações com o 
Z
. Todos os férmions levógiros possuem como valor de isospin fraco {\displaystyle +{\tfrac {1}{2}}} ou {\displaystyle -{\tfrac {1}{2}}}; todos os férmions dextrógiros tem isospin 0. Por exemplo, o quark up tem {\displaystyle T_{3}=+{\tfrac {1}{2}}} e o quark down tem {\displaystyle T_{3}=-{\tfrac {1}{2}}}. Um quark nunca decai pela interação fraca em um quark com o mesmo {\displaystyle T_{3}}: Quarks com um {\displaystyle T_{3}} de {\displaystyle +{\tfrac {1}{2}}} somente decaem em quarks com {\displaystyle T_{3}=-{\tfrac {1}{2}}} e vice-versa.

Decaimento do π+ através da interação fraca

Para qualquer dada interação, o isospin fraco é conservado: A soma dos números de isospin fraco de partículas entrando na interação é igual a soma dos números de isospin fraco das partículas saindo da interação. Por exemplo, um {\displaystyle \pi ^{+}} (levógiro), com um isospin fraco igual a {\displaystyle +1} normalmente decai em um 
ν
μ (com {\displaystyle T_{3}=+{\tfrac {1}{2}}}) e um 
μ+
 (como uma antipartícula dextrógira, {\displaystyle +{\tfrac {1}{2}}}).:
Para o desenvolvimento da teoria eletrofraca, outra propriedade, a hipercarga fraca, foi inventada, definida como:
{\displaystyle Y_{\text{W}}=2\,\left(\,Q-T_{3}\,\right)~,}
onde {\displaystyle Y_{\text{W}}} é a hipercarga fraca de uma partícula com carga elétrica Q (em unidades de carga elementar) e isospin fraco {\displaystyle T_{3}}. Hipercarga fraca é a geradora da componente U(1) do grupo de gauge eletrofraco; enquanto algumas partículas têm isospin fraco igual a zero, todas as partículas de spin {\displaystyle {\tfrac {1}{2}}} conhecidas têm hipercarga fraca diferente de zero.

## Tipos de interações
Existem dois tipos de interação fraca (chamados de vértices). O primeiro tipo é chamado de “interação de corrente-carregada” porque os férmions fracamente interagentes formam uma corrente com carga elétrica total não nula. O segundo tipo é chamado de “interação de corrente-neutra” porque os férmions fracamente interagentes formam uma corrente com carga elétrica total nula. Ela é responsável pela (rara) deflexão de neutrinos. Os dois tipos de interação seguem diferentes regras de seleção. Essa convenção de nomenclatura é muitas vezes mal interpretada para rotular a carga elétrica do bósons W e Z, entretanto a convenção de nomenclatura antecede o conceito de bósons mediadores, e claramente (pelo menos no nome) rotula a carga da corrente (formada pelos férmions), não necessariamente os bóson.

### Interação de corrente-carregada

O diagrama de Feynman para o decaimento beta-menos de um nêutron em um próton, elétron e um antineutrino do elétron, por intermédio de bóson W- pesado

Em um tipo de interação de corrente carregada, um lépton carregado (tal como um elétron ou um múon, tendo carga -1) podem absorver um bóson W+ (uma partícula de carga +1) e ser deste modo convertida em neutrino correspondente (com carga 0), onde o tipo (“sabor”) do neutrino (elétron, múon ou tau) é o mesmo do tipo de lépton na interação, por exemplo:
{\displaystyle \mu ^{-}+W^{+}\to \nu _{\mu }}
Similarmente, um quark down (d com carga -⅓) pode ser convertido em um quark up (u com carga +⅔) ao emitir um bóson W⁻ ou ao absorver um bóson W⁺. Mais precisamente o quark down se torna uma superposição quântica de quarks up: isso que dizer ele possui a possibilidade de se tornar qualquer um dos 3 tipos de quark up, com as probabilidades dadas pelas tabelas da matriz CKM. Por outro lado, um quark up pode emitir um bóson W⁺, ou absorver um bóson W⁻, e deste modo ser convertido em um quark down, por exemplo:
{\displaystyle {\begin{aligned}d&\to u+W^{-}\\d+W^{+}&\to u\\c&\to s+W^{+}\\c+W^{-}&\to s\end{aligned}}}
O bóson W é instável e portanto decairá rapidamente, com um tempo de vida muito curto. Por exemplo:
{\displaystyle {\begin{aligned}W^{-}&\to e^{-}+{\bar {\nu }}_{e}~\\W^{+}&\to e^{+}+\nu _{e}~\end{aligned}}}
Pode ocorrer o decaimento de um bóson W em outros produtos, com diversas probabilidades.
No assim chamado decaimento beta de um nêutron (veja a imagem acima), um quark down dentro do nêutron emite um bóson {\displaystyle {\text{W}}^{-}} virtual e é deste modo convertido em um quark up, convertendo o nêutron em um próton. Por causa da energia limitada envolvida no processo (i.e., a diferença de massa entre o quark down e o quark up), o bóson virtual W⁻ pode carregar somente energia suficiente para produzir um elétron e um antineutrino do elétron — as duas menores massas possíveis entre os futuros produtos de decaimento. Ao nível dos quarks, o processo pode ser representado como:
{\displaystyle d\to u+e^{-}+{\bar {\nu }}_{e}~}

### Interação de corrente-neutra
Em interações de corrente neutra, um quark ou um lépton (e.g., um elétron ou um múon) emite ou absorve um bóson {\displaystyle {\text{Z}}} neutro. Por exemplo:
{\displaystyle e^{-}\to e^{-}+Z^{0}}
Assim como os bósons {\displaystyle {\text{W}}^{\pm }}, o bóson {\displaystyle {\text{Z}}^{0}} também decai rapidamente, por exemplo:
{\displaystyle Z^{0}\to b+{\bar {b}}}
Diferente da interação de corrente-carregada, cujas regras de seleção são rigidamente limitadas pela quiralidade, carga elétrica, e / ou isospin fraco, a interação de corrente-neutra por {\displaystyle {\text{Z}}^{0}} pode causar a deflexão entre dois férmions quaisquer do modelo padrão: Tanto partículas ou antipartículas, com qualquer carga elétrica, e ambas as quiralidades levógiras e dextrógiras, embora a intensidade da interação difere.
O número quântico da carga fraca ({\displaystyle Q_{\text{W}}}) serve o mesmo propósito na interação de corrente neutra com o {\displaystyle {\text{Z}}^{0}} que a carga elétrica ({\displaystyle Q}, sem subscrito) faz na interação eletromagnética: Ele quantifica a parte vetorial da interação. Seu valor é dado por:
{\displaystyle Q_{\text{W}}=2\,T_{3}-4\,Q\,\sin ^{2}\theta _{\text{W}}=2\,T_{3}-Q+\left(1-4\,\sin ^{2}\theta _{\text{W}}\right)\,Q~.}
Já que o ângulo de mistura fraco {\displaystyle \theta _{\text{W}}\approx 26^{\circ }}, a expressão entre parêntesis {\displaystyle \left(1-4\sin ^{2}\theta _{\text{W}}\right)\approx 0{,}060}, com seu valor mudando pouco com a diferença de momento linear (chamada de “running”) entre as partículas envolvidas. Consequentemente
{\displaystyle Q_{\text{W}}\approx 2\,T_{3}-Q=\operatorname {sgn}(Q)\,\left(1-\left|Q\right|\right)~,}
uma vez que por convenção {\displaystyle \operatorname {sgn} T_{3}\equiv \operatorname {sgn} Q}, e para todos os férmions envolvidos na interação fraca {\displaystyle T_{3}=\pm {\tfrac {1}{2}}}. A carga fraca dos léptons carregados é próxima de zero, logo eles interagem na sua maior parte com os bósons Z pelo acoplamento axial.

## Teoria eletrofraca
O Modelo Padrão de física de partículas descreve a interação eletromagnética e a interação fraca como dois aspectos de uma única interação eletrofraca. Essa teoria foi desenvolvida por volta de 1968 por Sheldon Glashow, Abdus Salam, e Steven Weinberg, e eles foram premiados com o Prêmio Nobel de Física de 1979 por seus trabalhos. O mecanismo de Higgs fornece uma explicação para a presença de três bóson de gauge massivos ({\displaystyle {\text{W}}^{+}}, {\displaystyle {\text{W}}^{-}}, {\displaystyle {\text{Z}}^{0}}, os três portadores da interação fraca), e o fóton sem massa ({\displaystyle \gamma }, o portador da interação eletromagnética).
De acordo com a teoria eletrofraca, a energias muito altas, o universo tem quatro componentes do campo de Higgs cujas interações são portadas por quatro bósons de gauge sem massa — cada um similar ao fóton — formando um dubleto escalar complexo do campo de Higgs. Da mesma forma, existem quatro bósons eletrofracos sem massa. Entretanto, a baixas energias, essa simetria de gauge é quebrada espontaneamente para a simetria {\displaystyle {\text{U}}(1)} do eletromagnetismo, já que um dos campos de Higgs adquire um valor esperado de vácuo. Ingenuamente, seria esperado que a quebra de simetria produzisse três bósons sem massa, mas em vez disso esses três bósons de Higgs “extra” são incorporados nos três bósons fracos, que então adquirem massa pelo mecanismo de Higgs. Esses três bósons compostos são os bósons {\displaystyle {\text{W}}^{+}}, {\displaystyle {\text{W}}^{-}} e {\displaystyle {\text{Z}}^{0}} realmente observados na interação fraca. O quarto bóson de gauge eletrofraco é o fóton ({\displaystyle \gamma }) do eletromagnetismo que não se acopla a nenhum outro campo de Higgs e portanto permanece sem massa.
Essa teoria fez uma série de previsões, incluindo a previsão das massas dos bósons {\displaystyle {\text{Z}}} e {\displaystyle {\text{W}}} antes de suas descobertas e detecções em 1983.
No dia 4 de Julho de 2012, as equipes experimentais CMS e ATLAS no Grande Colisor de Hádrons (Large Hadron Collider) anunciaram independentemente que eles confirmaram a descoberta formal de um bóson anteriormente desconhecido de massa entre 125 e 127 GeV/c², cujo comportamento até então era “consistente com” um bóson de Higgs, embora adicionando uma nota cautelosa que mais dados e análises eram necessários antes de identificar positivamente o novo bóson como sendo um bóson de Higgs de algum tipo. Até o dia 14 de Março de 2013, a existência de um bóson de Higgs foi provisoriamente confirmada.
Em um caso especulativo em que a escala de quebra de simetria eletrofraca fosse reduzida, a interação ininterrupta {\displaystyle {\text{SU}}(2)} acabaria se tornando confinante. Modelos alternativos onde o {\displaystyle {\text{SU}}(2)} se torna confinante acima dessa escala parecem quantitativamente semelhantes ao Modelo Padrão a energias mais baixas, mas dramaticamente diferentes acima da quebra de simetria.

## Violação de simetria

Partículas levógiras e dextrógiras: é o momento linear da partícula e é o seu spin. Observe a falta de simetria reflexiva entre os estados.

As leis da natureza foram por muito tempo consideradas como invariantes sob a reflexão de um espelho. Era esperado que os resultados de um experimento visto por um espelho seriam idênticos aos resultados de uma cópia espelhada do aparato experimental, construída separadamente, vista pelo espelho. Essa lei chamada de conservação da paridade era conhecida por ser respeitada pela gravitação clássica, eletromagnetismo e a interação forte; assumia-se que era uma lei universal. Entretanto, em meados da década de 1950 Chen-Ning Yang e Tsung-Dao Lee sugeriram que a interação fraca poderia violar essa lei. Chien Shiung Wu e colaboradores descobriram em 1957 que a interação fraca viola a paridade, dando a Yang e Lee o Prêmio Nobel de Física de 1957.
Apesar da interação fraca ter sido descrita pela teoria de Fermi, a descoberta da violação de paridade e a teoria de renormalização sugeria que era necessária uma nova abordagem. Em 1957, Robert Marshak e George Sudarshan e, um pouco depois, Richard Feynman e Murray Gell-Mann propuseram uma lagrangiana V − A (vetor menos vetor axial ou levógiro) para as interações fracas. Nessa teoria, a interação fraca atua somente nas partículas levógiras (e antipartículas dextrógiras). Já que a reflexão de uma partícula levógira é dextrógira, isso explica a violação máxima de paridade. A teoria V − A foi desenvolvida antes da descoberta do bóson Z, e assim ela não incluía os campos dextrógiros que aparecem na interação de corrente neutra.
Entretanto, essa teoria permitia a conservação da simetria combinada CP. A simetria CP combina paridade P (trocando levógiro por dextrógiro) com a conjugação de carga C (trocando partículas por antipartículas). Os físicos foram surpreendidos novamente em 1964, quando James Cronin e Val Fitch apresentaram evidências concretas de que a simetria CP poderia ser também quebrada em decaimentos de káons, dando a eles o Prêmio Nobel de Física de 1980. Em 1973, Makoto Kobayashi e Toshihide Maskawa mostraram que a violação de CP na interação fraca requer mais do que duas gerações de partículas, efetivamente prevendo a existência de uma ainda desconhecida terceira geração. Essa descoberta deu a eles metade do Prêmio Nobel de Física de 2008.
Diferentemente da violação de paridade, a violação de CP ocorre somente em raras circunstâncias. Apesar de sua ocorrência limitada sob as presentes condições, acredita-se que ela é a razão para a maior presença de matéria em relação a antimatéria no universo, e logo forma uma das três condições de Andrei Sakharov para a bariogênese.